# ترور مک‌دانلد
تِـرِوِر مک‌دانلد (انگلیسی: Trevor McDonald؛ زادهٔ ۱۶ اوت ۱۹۳۹) روزنامه‌نگار، خبرنگار و بازیگر اهل بریتانیا است.
از فیلم‌هایی که وی در آن نقش داشته است می‌توان به جانی اینگلیش اشاره کرد.